# اتحاد عمال باكستان
اتحاد عمال باكستان (PWF) هو مركز نقابي وطني في باكستان . وهو أكبر منظمة عمالية في البلاد، وتُعد النقابات التابعة له من أقدمها. تأسس المركز عام ٢٠٠٥ من خلال اندماج ثلاثة مراكز وطنية سابقة. وهو مستقل وغير سياسي. دوليًا، ينتمي إلى الاتحاد الدولي لنقابات العمال .

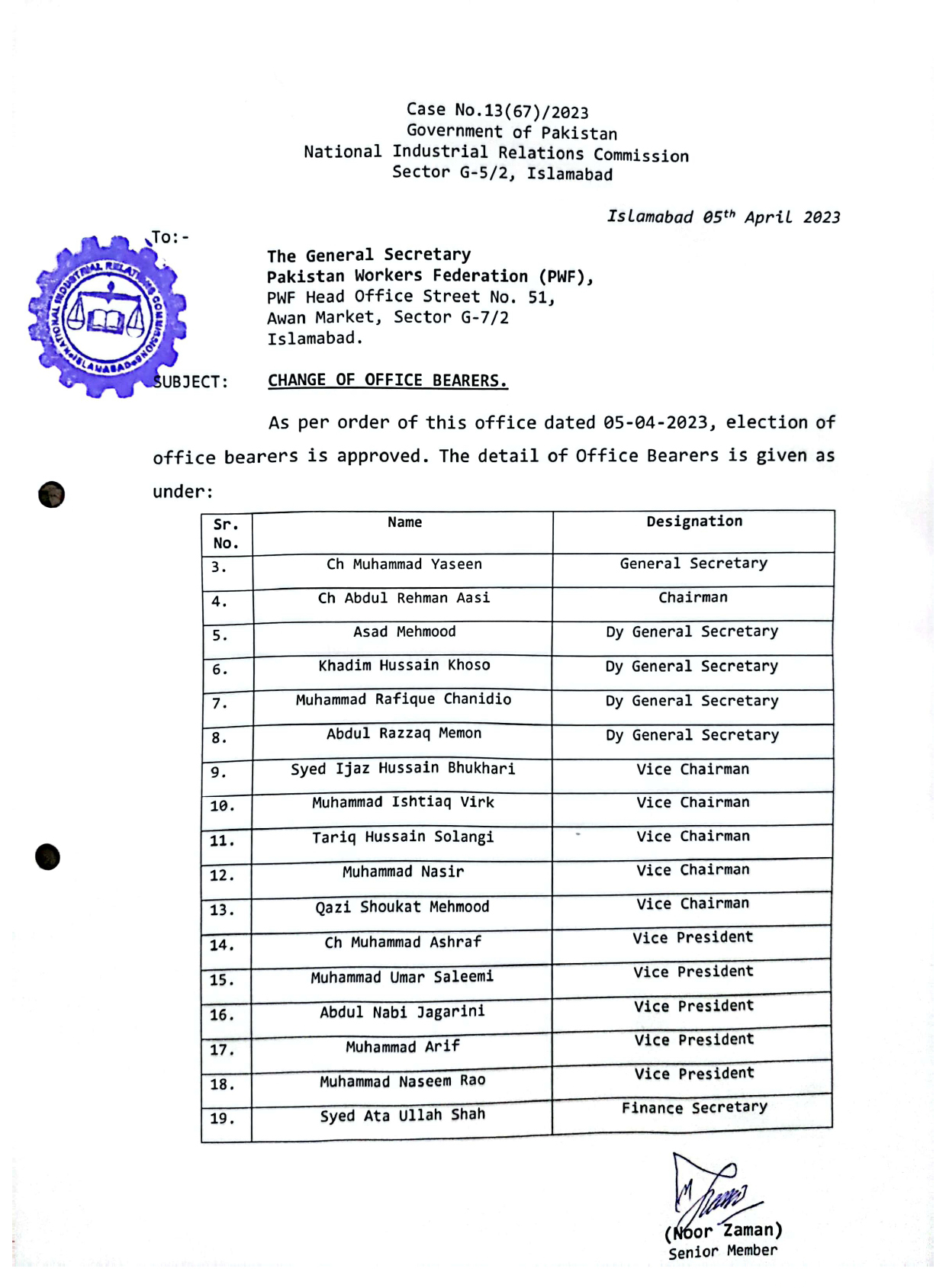

## روابط خارجية
- الموقع الرسمي
- "PWF for improving working conditions of workers". Business Recorder. 2 مايو 2023. مؤرشف من الأصل في 2024-12-08. اطلع عليه بتاريخ 2024-08-08.
- "Pakistan Workers Federation (PWF)". Simon Fraser University. مؤرشف من الأصل في 2025-06-26. اطلع عليه بتاريخ 2024-08-08.